# Sarah Berti
Pour les articles homonymes, voir Berti.
Sarah Berti est une écrivaine belge d'expression française.

## Biographie
Sarah Berti nait en 1974.
Elle contribue en 2006 à l'anthologie 40 Écrivains du Brabant wallon par eux-mêmes (éditions Mols).
Elle a épousé l'homme politique Dimitri Legasse (bourgmestre de Rebecq). En 2009, elle rédige un blog consacré à la campagne électorale de ce dernier pour les élections régionales dans le Brabant wallon. Ils sont parents d'un petit Célio depuis le 7 décembre 2011.
Début 2012, Sarah Berti participe en tant que juré à l'organisation du concours Poesia dell'arte, à Charleroi. Elle est elle-même une habituée des concours littéraires.